# Piper villirameum
Piper villirameum är en pepparväxtart som beskrevs av C. Dc.. Piper villirameum ingår i släktet Piper och familjen pepparväxter. Inga underarter finns listade i Catalogue of Life.